# Götz Puppenmanufaktur
Die Götz Puppenmanufaktur International GmbH ist ein deutscher Hersteller von Puppen und Puppenkleidung. Der Hauptsitz der Puppenfabrik befindet sich in Rödental im oberfränkischen Landkreis Coburg.

## Geschichte
Das Unternehmen wurde 1950 von Marianne und Franz Götz in Einberg gegründet. Die ersten Puppenmodelle wurden von Hand gefertigt. 1957 begann die Produktion mit Rotationsschmelzverfahren. Ab 1964 wurden die Künstlerpuppen der bekannten Schweizer Puppenmacherin Sasha Morgenthaler produziert. 1985 hatte das Unternehmen 150 Mitarbeiter. 1987 wurde die erste Niederlassung in Baldwinsville, New York, USA eröffnet. Ab 1989 wurde die Puppenserien der Schweizer Puppenmacherin Sylvia Natterer und der deutschen Carin Lossnitzer hergestellt.

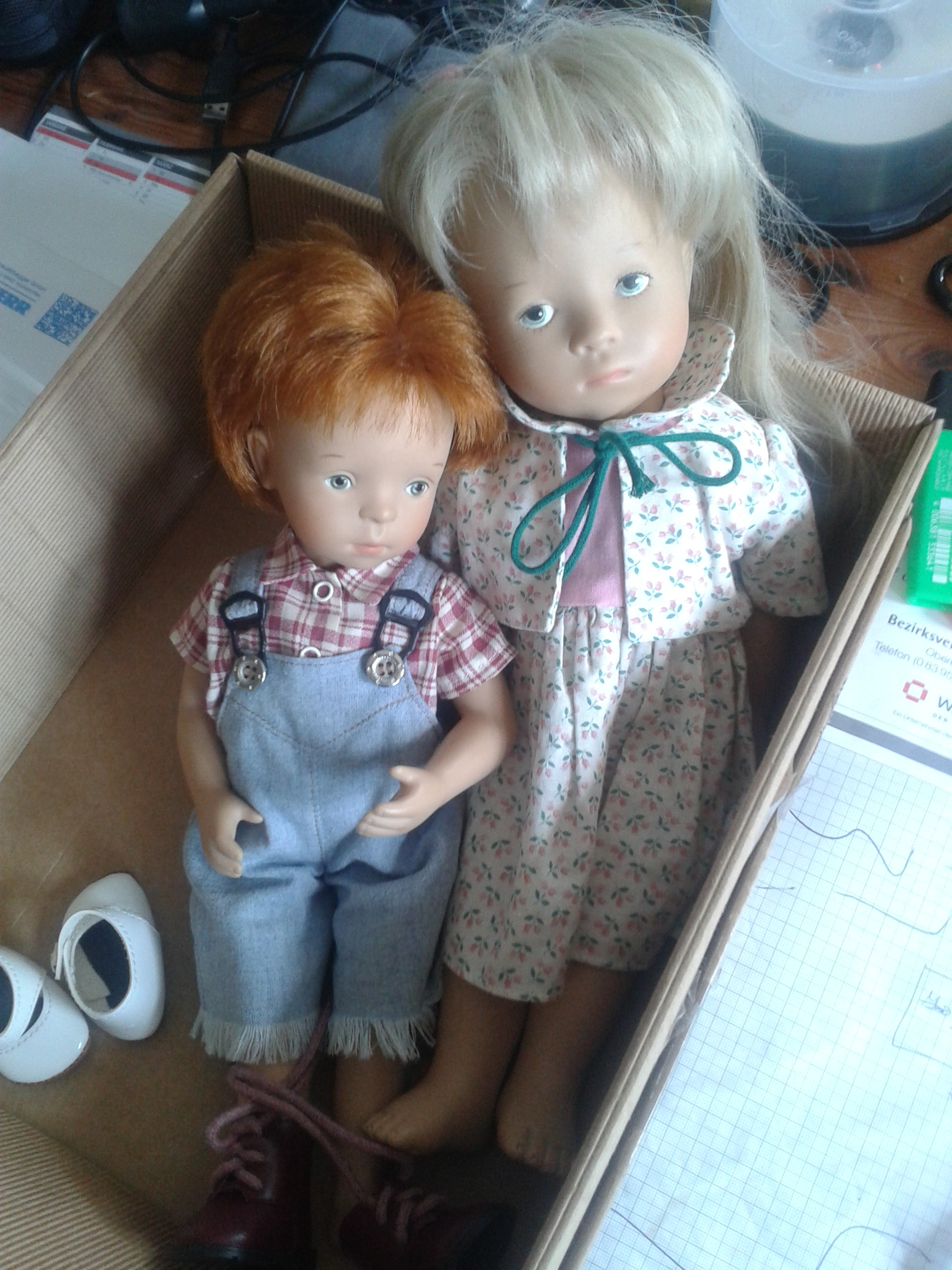
Sylvia Natterer Puppen

1990 folgte die Eröffnung des Werkes in Budapest. Zu diesem Zeitpunkt waren bei Götz 350 Mitarbeiter beschäftigt. 1994 erfolgte die Lizenzerweiterung für Sasha-Morgenthaler-Puppen und der Ausbau eines eigenen Fachhandels in Ungarn. 1997 begann Götz mit der Fertigung des Puppenmodenhersteller Pampolina. 1999 übernahm die 2. Generation der Familie Götz das Unternehmen. Ab 2000 wird das berühmte Sandmännchen bei Götz produziert. 2004 muss die Götz Puppenmanufaktur GmbH in Rödental nach starken Umsatzrückgängen allerdings liquidiert und die Produktion in Deutschland beendet werden.
2005 beginnt die Kooperation mit der Margarete Steiff GmbH und die Produktion von exklusiven Steiff Manufakturpuppen. 2009 brachte Götz zum 50-jährigen Geburtstag von „Unser Sandmännchen“ eine limitierte Sandmann Edition auf den Markt, die unter der Bezeichnung „Sandmann in Lappland“ bekannt wurde. 2010 feierte die Götz Puppenmanufaktur ihr 60-jähriges Jubiläum. Zu den Götz Künstlerpuppen gehören auch die Puppenserien von Hildegard Günzel, Sissel Skille aus Norwegen, Bettine Klemm  und die Serie der holländischen Puppenmacherin Didy Jacobsen. Als Qualitätskennzeichen erhält jede Götz Manufakturpuppe ein Zertifikat und das Götz Siegelbändchen.
Die Götz Puppenmanufaktur im Ortsteil Einberg ist der größere Spielwarenhersteller neben der im selben Ort noch ansässigen Zapf Creation AG und der Spielwarenfabrik Fehn.

## Trivia
Die Deutsche Meisterschule für Mode - Designschule München entwickelte Ideen zu Konzeption und Entwürfe von Bekleidung und Accessoires für Götz-Puppen. 16 der besten Puppen-Outfitentwürfe wurden von der Firma Götz-Puppenmanufaktur realisiert.